# Hugo Assmann
Hugo Assmann (Venâncio Aires, 22 de julho de 1933 — Piracicaba, 22 de fevereiro de 2008) foi teólogo católico brasileiro que desenvolveu importante obra após o Concílio Vaticano II. É considerado um dos pioneiros da Teologia da Libertação no Brasil.
Até 1994, Assmann foi predominantemente um teólogo, mas a partir de então, passaram a predominar em suas publicações textos sobre os paradigmas educacionais e a questão da corporeidade. A partir de 1997, suas pesquisas se direcionaram prioritariamente para questões educacionais no interior da Sociedade do Conhecimento, em 2005, encerrou suas atividades no Programa de Pós-Graduação em Educação da Universidade Metodista de Piracicaba (Unimep). Nos últimos dez anos de sua produção científica, Assmann foi influenciado pela e de sua teoria da complexidade elaborada por Edgar Morin.

## Formação
Hugo Assmann era de uma família de ascendência alemã e aprendeu alemão na infância, tinha duas irmãs e três irmãos.
Fez seus estudos de Filosofia no Seminário Central de São Leopoldo (1951 - 1960) e Teologia na Universidade Gregoriana de Roma (1954 - 1958). Também estudou Sociologia com especialidade em Comunicação na Universidade de Frankfurt, Alemanha. Foi pesquisador e professor visitante na Universidade de Münster.
Em 1958, ordenou-se como padre.
Em 1961, obteve seu doutorado em teologia na Pontifícia Universidade Gregoriana com uma tese sobre "A dimensão social do pecado", tendo sido orientado pelo jesuíta Joseph Fuchs.
De volta ao Brasil, estabeleceu-se em Porto Alegre, onde foi vigário da Paróquia de N. S. do Montserrat e professor do Seminário de Viamão. Neste período desenvolveu sua obra em torno da Teologia do Desenvolvimento através da revista Seminário.

## Golpe de 1964 e Exílio
A partir do golpe militar de 1964, houve um aumento de suas tensões com o Arcebispo de Porto Alegre, o conservador Dom Vicente Scherer, razão pela qual Assmann mudou-se para São Paulo e começou a lecionar no Instituto de Filosofia e Teologia (IFT), no bairro do Ipiranga, onde teve contato com religiosos dominicanos como o Frei Betto.
Em 1968, participou Segunda Conferência Geral do Episcopado Latino-Americano, realizada em Medellín (Colômbia) como um teólogo assessor dos bispos brasileiros.
Em dezembro de 1968, foi publicado o Ato Institucional nº 5, circunstância que fez com que Assmann decidisse deixar o país. Inicialmente, mudou-se para a Alemanha, a convite do jesuíta Karl Rahner e de Johann Baptist Metz, naquele país lecionou a disciplina "Teologia Latino-Americana" na Universidade de Münster, entre 1969 e 1970. Em Munique, conheceu Melsene Ludwig, gaúcha de Porto Alegre, que depois se transferiu para Münster, com quem se casou, conviveu durante 39 anos e teve dois filhos.
Em 1970, mudou-se para o Uruguai, a convite do jesuíta Juan Luis Segundo, onde trabalhou como pesquisador no Centro Pedro Fabro e como professor na Universidad de La República de Montevídeo, onde ensinou "Ética  social" para o curso de pedagogia da Faculdade de Educação. Naquele país, em 1971, publicou o livro "Opressión - Liberación. Desafios a los cristianos." No final de 1970, se transferiu para Oruro (Bolívia) a convite dos "Padres Oblatos", para trabalhar como teólogo e investigador em um Instituto de Pesquisa financiado com verbas canadenses. Em agosto de 1971, ocorreu um golpe militar na Bolívia, liderado por Hugo Banzer, e Assmann mudou-se para o Chile para trabalhar com os jesuítas e no ISAL (Igreja e Sociedade na América Latina), um instituto ecumênico financiado pelo Conselho Mundial de Igrejas.
Em novembro de 1971, voltou a viver junto com sua esposa no Chile, que continuara a viver na Alemanha quando Assmann foi para o Uruguai. Entre 1972 e 1973, ensinou "Comunicação Social" na Universidade Católica do Chile e ajudou a criar o Ceren (Centro de Estúdios de La Realidad Nacional), ligado à Universidade Católica, que publicava os "Cuadernos de La Realidad Nacional". Naquele país conheceu Franz Hinkelammert e Pablo  Richard, que depois o ajudariam a fundar o DEI (Departamento Ecuménico de Investigaciones), na Costa Rica, seu destino após o golpe militar liderado por Augusto Pinochet, em 11 de setembro de 1973.
Foi no Chile, que, em 1973, publicou Teología desde la praxis de la Libertacion, que, segundo Enrique Dussel marcou a sua transição para a Teologia da Libertação. Naquele país foi assessor teológico do movimento “cristãos para o socialismo".
Em janeiro de 1974, Assman seguiu para San José (Costa Rica), onde juntamente com Franz Hinkelammert, desenvolveu suas reflexões teológicas sobre a relação entre Teologia e Economia no DEI, fundado por ambos. Este centro viria a ser um dos principais produtores e formadores da Teologia da Libertação.
Em San José, ensinou Comunicação na Universidade da Costa Rica e Sociologia na Universidad Nacional, em Heredia, entre 1974 e 1980. Naquele país participou da fundação do DEI, financiado inicialmente pelo Conselho Mundial de Igrejas. Dentre os colaboradores do DEI, destacaram-se: Arnoldo Mora, José Duque e Elza Tamez, dentre os que participaram de suas atividades, merecem destaque: Ernesto Cardenal, Fernando Cardenal, o Arcebispo Oscar Romero, Sérgio Ramires, Gustavo Gutierrez e Enrique Dussel. Nesse período brasileiros como Lula, Frei Betto, Paulo Freire e Hélio Bicudo, foram hóspedes de Assmann durante visitas à Costa Rica.
Em agosto de 1976, ajudou a fundar a Associação Ecumênica de Teólogos do Terceiro Mundo (EATWOT).
Em 1978, publicou “Carter y la lógica del Imperialismo”, juntamente com Theotônio dos Santos, Noam Chomsky, Franz Hinkelammert e outros, que foi publicado pela Editora Vozes, 1986, com o nome “A trilateral. A nova fase do capitalismo mundial”
Ao todo, ficou exilado durante 12 anos na Alemanha, no Uruguai, na Bolívia, no Chile e na Costa Rica.
Ajudou a fundar também a Sociedade Brasileira de Teologia e Ciências da Religião – SOTER.
Voltou ao Brasil no início de 1981, para ser professor titular de Filosofia da Educação e Comunicação na Universidade Metodista de Piracicaba, nos cursos de mestrado e doutorado. Posteriormente se converteu ao metodismo.

## Um teólogo com conhecimentos abrangentes
É considerado um dos primeiros teólogos da libertação que recorreu às ciências sociais como mediação do discurso teológico para que este não caísse no idealismo, razão pela qual sua obra possui um caráter fortemente interdisciplinar e ecumênico, transitando entre  economia, as ciências sociais, a comunicação e a pedagogia. Sua reflexão não foi centrada nas questões dogmáticas, mas a partir das práticas da libertação. Foi um dos primeiros teólogos a utilizar as categorias das Ciências Sociais no discurso teológico. Foi um crítico dos pressupostos teológicos do capitalismo liberal e da absolutização do mercado, ou "idolatria do mercado", que, segundo sua visão, impõe o sacrifício de vidas humanas.  Sua vida foi dedicada à luta contra a pobreza e a exclusão social, conclamando a Igreja e a sociedade a assumirem esta luta.
Sua publicação mais importante no terreno da comunicação foi “A Igreja electrônica e seu impacto na América Latina” (1986), onde analisou o caráter ideológico dos programas radiofônicos e televisivos controlados pelos tele-pregadores norte-americanos e suas repercussões nos movimentos pentecostais latino-americanos.
Segundo Assmann, a "Igreja Eletrônica" é um movimento idolátrico e suas vítimas são os pobres. Trata-se de uma corrente eclesial fundamentalista que se caracterizaria pela defesa dos valores tradicionalistas no terreno religioso e no terreno político. Essa corrente defenderia a "livre iniciativa", a concepção individualista da salvação, a mercantilização da religião, a pregação anticomunista, o tom apocalíptico e o literalismo bíblico.

## Idolatria do mercado
No livro "A idolatria do mercado", publicado em 1989, fez uma crítica aos pressupostos teológicos do sistema de mercado capitalista e das teorias econômicas liberais e neoliberais. Denunciou o "sequestro do mandamento do amor" e revelou o processo econômico e teórico que resulta na absolutização do mercado que acaba por exigir e justificar sacrifícios de vidas humanas, trata-se do processo que ele denominou como "idolatria do mercado". O objeto da sua crítica não era o mercado, algo que ele reconhecia como necessário na vida econômica de uma sociedade ampla e complexa, mas a sua "absolutização".
Segundo Assmann, os ídolos, na tradição bíblica são os "deuses da opressão", pois a manipulação de símbolos religiosos serve para legitimar opressões, criar sujeições e apoiar poderes que controlam a organização da convivência humana. Esses ídolos seriam insaciáveis e nunca cessariam de exigir sacrifícios de vidas humanas e seriam legitimado pelas concepções idolátricas dos processos econômicos.
Assmann foi um crítico de todas as formas de idolatria, pois todos os tipos de idolatria nos afastariam de Deus e exigiriam sacrifícios dos mais pobres e fracos. Assmann teve inclusive a coragem de criticar a tentação de idolatria nas esquerdas em geral e também na esquerda cristã, criticando também àqueles que ele considerava companheiros de luta.

## Limites da condição humana
Segundo Assmann, muitos dos equívocos das práticas pastorais, sociais e políticas das esquerdas têm como uma das causas o equívoco antropológico de se basear no excessivamente “ser humano que deve ser”, sem se preocupar suficientemente com o que o ser humano é e com o que o ser humano pode ser que pode ser dentro dos limites da condição humana e da história.
Para compreender melhor o ser humano como ele é e as sociedades humanas, Asmann estudou economia, neurociências, sistemas complexos, mecanismos auto-reguladores e auto-organizadores na biologia e na economia/sociologia, biologia da cognição, etc. Desse modo compreendeu melhor o que leva as pessoas, grupos, igrejas, instituições, sociedade a serem tão insensíveis ao sofrimento de tantas pessoas e à realidade da exclusão social. O caminho apontado por Assmann para superar a situação de indiferença passa pela denúncia dos mecanismos idolátricos que estão presentes nas nossas sociedades e nas nossas vidas pessoais.
Seus últimos anos de vida foram marcados por sequelas de um acidente vascular cerebral e outros problemas de saúde. Essa etapa foi marcada pela meditação sobre a noção de “Deus interior”, com base em uma frase de Santo Agostinho: “Deus me é mais profundo a mim do que eu a mim mesmo”. Ele explorou a noção de “Deus andarilho”, uma “espiritualidade nômade”, um Deus que não se deixa aprisionar por templos, igrejas, instituições ou teologias, mas que caminha no meio da humanidade. Suas últimas reflexões teológicas ficaram registradas em algumas notas escritas com dificuldade em seu caderno tem como objeto: a busca do Deus que está além de todas as nossas certezas e tentações idolátricas, e as práticas “libertárias” educacionais e sociais que sejam expressão dessa busca.
A coleção das obras de Hugo Assmann (livros e periódicos) foi doada pela sua família à Biblioteca Ecumênica do Programa de Pós-Graduação em Ciências da Religião da Universidade Metodista de São Paulo (UMESP).

## Educação para a esperança
A partir de 1994, Assmann passou a publicar predominante sobre questões educacionais. Ele era otimista não ingênuo, que adotava linguagens afirmativas antipessimistas, em diálogo com as ciências da vida, os estudos do cérebro e as novas tecnologias da informação e da comunicação.
Seu objetivo era "reencantar a educação". Dizia que educar era lutar contra a exclusão e realmente salvar vidas, por isso, a educação seria a tarefa emancipadora mais importante de seu tempo.

## Críticas
Dom Estevão Bettencourt, aponta Assmann como representante da linha mais extremada da Teologia da Libertação e inspirador do movimento "Cristãos para o Socialismo".

## Obras
- “Tarefa e limitações de uma teologia do desenvolvimento”, artigo publicado em 1968, na Revista Vozes nº 62;
- “Caracterização de uma Teologia da Revolução”, artigo publicado em 1968 na Revista Ponto Homem nº 4, pp 6-58;
- "Teología de la liberación", Montevideo, 1970;[2]
- "Aporte cristiano al proceso de liberación", artigo em "Movilización  popular y fe cristiana" (ISAL, Motevideo, 1971);
- "Teoponte, una experiencia guerrillera", (CEDI, Oruro Bolivia), 1971;
- "Reflexión teológica a nivel estratégico-táctico", artigo em "Liberación en América Latina" (Bogotá, 1971);
- "Opresión-liberación: desafío a los cristianos" (Tierra Nueva, Montevideo, 1971);
- "Habla Fidel Castro sobre los cristianos revolucionarios" (1972)
- "Iglesia y proyecto histórico", artigo em "Teología, Iglesia y política" (ZIX, Madri, 1973);
- "Conciencia cristiana y situaciones extremas en el cambio social", artigo em "Encuentro en El Escorial, Fe cristiana y cambio social en América Latina", Sígue-me, Salamanca, 1973;
- "Teología desde la praxis de liberación. Ensayo teológico desde la América dependiente" (Sígueme, Salamanca, 1973);
- "Teología de la liberación" Salamanca (1974);[2]
- "Marx, K & Engels, F., Sobre la religión"  (1979) (Sígueme, Salamanca, 1974/75 em 2 volumes)
- "Aspectos básicos de la reflexión teológica en América Latina. Evaluación crítica de la teología de la liberación", em co-autoria com Paulo Freire, e Jemaes H. Cone, em "Teología negra, teología de la liberación" (Sígueme, Salamanca, 1974);
- "La lucha de los dioses. Los ídolos de la opresión y la búsqueda del Dios liberador" (org.) (DEI, San José de Costa Rica, 1978);
- "Carter y la lógica del imperialismo" (editor) (DEI, San José de Costa Rica, 1979) - "A trilateral. A nova fase do capitalismo mundial" (1986) em co-autoria com Theotônio dos Santos, Noam Chomsky, Franz Hinkelammert e outros;
- "El juego de los reformismos  frente a la revolución en Centroamérica" (org.) (DEI, San José de Costa Rica, 1980);
- "El banco mundial: un caso de progresismo conservador" (DEI, San José de Costa Rica, 1981);
- "A igreja eletrônica e seu impacto na America Latina: convite a um estudo." (1986) - "La Iglesia electrónica y su impacto en América Latina" (DEI, San José de Costa Rica, 1987);
- "A idolatria do mercado. Um ensaio sobre economia e teologia." Petrópolis: Vozes, em co-autoria com Franz Hinkelammert (1989) - "La idolatría del mercado" (DEI, San José de Costa Rica, 1997);
- "Clamor dos pobres e “racionalidade” econômica", São Paulo (1990);
- "Desafios e falácias. Ensaios sobre a conjuntura atual" (1991)
- "Sobre ídolos y sacrifícios. Rene Girard con los teólogos de la liberación" (org.) (DEI, San José de Costa Rica, 1991);
- "Paradigmas educativos y corporeidad" (1993),
- "Economía y Religión" (1994);
- Crítica à lógica da exclusão. Ensaios sobre economia e teologia (1994)
- Paradigmas educacionais e corporeidade (1994)
- Metaforas novas para reencantar a educação: epistemologia e didática (1998)
- Reencantar a educação: rumo à sociedade aprendente. Petrópolis:Vozes (2003)
- Competência e Sensibilidade solidária: Educar para a Esperança, em co-autoria com Jung Mo Sung (2000)
- "Por una teología humanamente saludable. Frangmentos de memoria personal", artigo em "Panorama de la teología latinoamericana", ''Juan José Tamayo'' e Juan Bosch (orgs.), (Verbo Divino, Estella, 2002, 2ª ed.);[3]
- Curiosidade e prazer de aprender. (2004)
- Redes digitais e metamorfoses do aprender, em co-autoria com: Rosana Pereira Lopes, Rosemeire Carvalho do Amaral Delcin, Gilberto Canto e Getúlio de Souza Nunes (2005)
- * "Placer y ternura en la educación. Hacia una sociedad aprendiente" (Narcea, Madrid, 2005);
- Deus em nós: o reinado de Deus que acontece no amor solidário aos pobres, em co-autoria com Jung Mo Sung (2010)